# Ikari (phim)
Ikari (怒り tạm dịch: Thịnh nộ) là phim điện ảnh Nhật Bản thuộc thể loại huyền bí do Lee Sang-il đạo diễn, dựa trên tiểu thuyết huyền bí cùng tên của Yoshida Shuichi. Phim được công chiếu tại Nhật Bản từ ngày 17 tháng 9 năm 2016.

## Cốt truyện
Một người đàn ông tàn nhẫn giết một cặp vợ chồng và để lại dòng chữ “Ikari” (Tức giận) được viết bằng máu của nạn nhân. Kẻ giết người đã phẫu thuật thẩm mỹ và bỏ trốn.
Tại 3 địa điểm khác nhau tại Nhật Bản, ba người đàn ông lạ mặt xuất hiện. Mọi người đều nghi ngờ rằng một trong số họ có thể là kẻ giết người.
Tại một cảng cá ở Chiba, Maki  Yohei (Watanabe Ken) làm việc tại các bến cảng và ông ấy có một cô con gái, Aiko (Miyazaki Aoi). Aiko hẹn hò với Tashiro Tetsuya (Matsuyama Kenichi). Yohei bắt đầu nghi ngờ rằng bạn trai của con gái có thể là kẻ giết người, vì Tetsuya dùng cái tên giả.
Trong trung tâm thành phố Tokyo, chàng trai đồng tính Fujita Yuma (Tsumabuki Satoshi) làm việc tại một công ty quảng cáo. Anh gặp Onishi Naoto (Ayano Gou) và họ bắt đầu sống với nhau. Khi Naoto bắt đầu cởi mở hơn về bản thân, Yuma nghi ngờ Naoto là kẻ giết người.
Taị Okinawa, Komiya Izumi (Hirose Suzu) và mẹ cô bé di chuyển tới một hòn đảo hoang. Một ngày, cô bé đi dạo và gặp Tanaka Shingo (Moriyama Mirai). Hai người trở nên thân thiết, nhưng Shingo nói với Izumi rằng cô bé không được tiết lộ với người khác về anh ta.

## Diễn viên
Chiba
- Watanabe Ken trong vai Maki Yōhei
- Matsuyama Kenichi trong vai Tashiro Tetsuya
- Miyazaki Aoi trong vai Maki Aiko
- Ikewaki Chizuru trong vai Asuka

Tokyo
- Tsumabuki Satoshi trong vai Fujita Yūma
- Ayano Gō trong vai Ōnishi Naoto
- Takahata Mitsuki trong vai Kaoru
- Hara Hideko trong vai Fujita Takako

Okinawa
- Moriyama Mirai trong vai Tanaka Shingo
- Hirose Suzu trong vai Komiyama Izumi
- Sakumoto Takara trong vai Chinen Tatsuya

Điều tra viên
- Taki Pierre trong vai Nanjō Kunihisa
- Miura Takahiro trong vai Kitami Sōsuke

## Đón nhận
Trong cuối tuần công chiếu đầu tiên tại Nhật Bản, phim đạt vị trí thứ 3 về số vé bán ra, với 170.000 lượt bán vé, và đứng vị trí thứ 4 về doanh thu, đạt 2,28 triệu đô la Mỹ.

## Giải thưởng và đề cử
| Giải thưởng                               | Hạng mục                          | Tham gia                        | Kết quả   |
| ----------------------------------------- | --------------------------------- | ------------------------------- | --------- |
| Giải thưởng phim Hochi lần thứ 41         | Phim điện ảnh xuất sắc nhất       | Ikari                           | Đề cử     |
| Giải thưởng phim Hochi lần thứ 41         | Đạo diễn xuất sắc nhất            | Lee Sang-il                     | Đoạt giải |
| Giải thưởng phim Hochi lần thứ 41         | Nam diễn viên chính xuất sắc nhất | Watanabe Ken                    | Đề cử     |
| Giải thưởng phim Hochi lần thứ 41         | Nam diễn viên phụ xuất sắc nhất   | Ayano Gō                        | Đoạt giải |
| Giải thưởng phim Hochi lần thứ 41         | Nam diễn viên phụ xuất sắc nhất   | Tsumabuki Satoshi               | Đề cử     |
| Giải thưởng phim Hochi lần thứ 41         | Nam diễn viên phụ xuất sắc nhất   | Moriyama Mirai                  | Đề cử     |
| Giải thưởng phim Hochi lần thứ 41         | Nữ diễn viên phụ xuất sắc nhất    | Miyazaki Aoi                    | Đề cử     |
| Giải thưởng phim Hochi lần thứ 41         | Nữ diễn viên phụ xuất sắc nhất    | Hirose Suzu                     | Đề cử     |
| Giải thưởng phim Hochi lần thứ 41         | Diễn viên mới xuất sắc nhất       | Sakumoto Takara                 | Đề cử     |
| Giải thưởng phim Nikkan Sports lần thứ 29 | Phim điện ảnh xuất sắc nhất       | Ikari                           | Đề cử     |
| Giải thưởng phim Nikkan Sports lần thứ 29 | Đạo diễn xuất sắc nhất            | Lee Sang-il                     | Đề cử     |
| Giải thưởng phim Nikkan Sports lần thứ 29 | Nam diễn viên chính xuất sắc nhất | Watanabe Ken                    | Đề cử     |
| Giải thưởng phim Nikkan Sports lần thứ 29 | Nam diễn viên phụ xuất sắc nhất   | Tsumabuki Satoshi               | Đoạt giải |
| Giải thưởng phim Nikkan Sports lần thứ 29 | Nam diễn viên phụ xuất sắc nhất   | Ayano Gō                        | Đề cử     |
| Giải thưởng phim Nikkan Sports lần thứ 29 | Nữ diễn viên phụ xuất sắc nhất    | Miyazaki Aoi                    | Đoạt giải |
| Giải thưởng phim Nikkan Sports lần thứ 29 | Nữ diễn viên phụ xuất sắc nhất    | Hirose Suzu                     | Đề cử     |
| Giải thưởng phim Nikkan Sports lần thứ 29 | Diễn viên trẻ xuất sắc            | Sakumoto Takara                 | Đề cử     |
| Giải thưởng phim Mainichi lần thứ 71      | Phim điện ảnh xuất sắc nhất       | Ikari                           | Đề cử     |
| Giải thưởng phim Mainichi lần thứ 71      | Đạo diễn xuất sắc nhất            | Lee Sang-il                     | Đề cử     |
| Giải thưởng phim Mainichi lần thứ 71      | Nam diễn viên phụ xuất sắc nhất   | Tsumabuki Satoshi               | Đề cử     |
| Giải thưởng phim Mainichi lần thứ 71      | Nữ diễn viên phụ xuất sắc nhất    | Miyazaki Aoi                    | Đề cử     |
| Giải thưởng phim châu Á lần thứ 41        | Nam diễn viên phụ xuất sắc        | Ayano Gō                        | Đề cử     |
| Giải thưởng phim châu Á lần thứ 41        | Diễn viên trẻ xuất sắc nhất       | Sakumoto Takara                 | Đề cử     |
| Giải thưởng phim châu Á lần thứ 41        | Âm nhạc xuất sắc nhất             | Sakamoto Ryuichi                | Đề cử     |
| Giải thưởng phim châu Á lần thứ 41        | Biên tập xuất sắc nhất            | Imai Tsuyoshi                   | Đề cử     |
| Giải Viện Hàn lâm Nhật Bản lần thứ 40     | Phim điện ảnh hay nhất của năm    | Ikari                           | Đề cử     |
| Giải Viện Hàn lâm Nhật Bản lần thứ 40     | Đạo diễn xuất sắc nhất của năm    | Lee Sang-il                     | Đề cử     |
| Giải Viện Hàn lâm Nhật Bản lần thứ 40     | Biên kịch xuất sắc nhất của năm   | Lee Sang-il                     | Đề cử     |
| Giải Viện Hàn lâm Nhật Bản lần thứ 40     | Nữ diễn viên phụ xuất sắc nhất    | Miyazaki Aoi                    | Đề cử     |
| Giải Viện Hàn lâm Nhật Bản lần thứ 40     | Nam diễn viên phụ xuất sắc nhất   | Tsumabuki Satoshi               | Đoạt giải |
| Giải Viện Hàn lâm Nhật Bản lần thứ 40     | Nam diễn viên phụ xuất sắc nhất   | Moriyama Mirai                  | Đề cử     |
| Giải Viện Hàn lâm Nhật Bản lần thứ 40     | Nữ diễn viên phụ xuất sắc nhất    | Suzu Hirose                     | Đề cử     |
| Giải Viện Hàn lâm Nhật Bản lần thứ 40     | Diễn viên trẻ của năm             | Sakumoto Takara                 | Đoạt giải |
| Giải Viện Hàn lâm Nhật Bản lần thứ 40     | Quay phim xuất sắc nhất           | Kasamatsu Norimichi             | Đề cử     |
| Giải Viện Hàn lâm Nhật Bản lần thứ 40     | Chỉ đạo nghệ thuật xuất sắc nhất  | Tsuzuki Yuji và Sakahara Fumiko | Đề cử     |
| Giải Viện Hàn lâm Nhật Bản lần thứ 40     | Đạo diễn ánh sáng xuất sắc nhất   | Nakamura Yuuki                  | Đề cử     |
| Giải Viện Hàn lâm Nhật Bản lần thứ 40     | Thu âm xuất sắc nhất              | Shiratori Mitsugu               | Đề cử     |
| Giải Viện Hàn lâm Nhật Bản lần thứ 40     | Biên tập xuất sắc nhất            | Imai Tsuyoshi                   | Đề cử     |
| Giải thưởng phim Tokyo Sports lần thứ 26  | Nam diễn viên phụ xuất sắc nhất   | Ayano Gō                        | Đoạt giải |
| Giải thưởng phim Tokyo Sports lần thứ 26  | Nữ diễn viên phụ xuất sắc nhất    | Hirose Suzu                     | Đoạt giải |

## Đường dẫn ngoài
- Website chính thức (tiếng Nhật)
- Ikari trên Internet Movie Database